# Giovanni Battista Cerletti
Giovanni Battista Cerletti (Chiavenna, 19 maggio 1846 – Chiavenna, 12 settembre 1906) è stato un ingegnere ed enologo italiano,  promotore della prima stazione enologica sperimentale italiana e fondatore della prima scuola di viticoltura e di enologia.

## Biografia
Giovanni Battista Cerletti è figlio di Antonio Cerletti e Carolina Raviscioni. L'appartenenza ad una famiglia di condizione borghese gli permette di studiare prima a Como e poi di iscriversi alla facoltà di matematica presso l'Università di Pavia. Garibaldino, si laurea in ingegneria nel 1869 presso il Politecnico di Milano. Parte poi alla volta di Vienna e Parigi, dove studia con Louis Pasteur i problemi relativi alla fermentazione del vino e della birra. Nel 1873 promuove a Gattinara la prima stazione enologica sperimentale italiana, di cui diviene direttore. Si sposa con Margherita Pizzala, musicista, dalla quale ha tre figli. Nel 1876, pochi mesi prima della nascita del suo secondogenito, Ugo, fonda a Conegliano la prima scuola italiana di enologia e viticultura.
Dal 1877 al 1886 dirige la " Rivista di viticultura e di enologia italiana" e fonda il primo circolo enofilo. Nel 1886 si trasferisce a Roma, per ricoprire la carica di segretario generale della Società di viticultori italiani, fondata da G. De Vincenzi e da N. Miraglia. Nel 1894 la Serbia gli offre la carica di proprio console a Roma e da quello stesso anno Giovanni Battista diventa pioniere della bonifica dell'Agro Romano. Nel 1896 lascia Roma e si trasferisce a Milano. Muore il 12 settembre 1906 a Chiavenna durante una seduta della giuria della Mostra degli italiani all'estero di cui era membro.

## La scuola
La scuola enologica di Conegliano diventa subito un centro attivo di didattica e di ricerca, attorno al quale gravitano nomi di primo piano della scienza italiana: il botanico Giuseppe Cuboni e Giovanni Battista Grassi, celebre studioso della malaria. Oltre che per motivi professionali i due sono legati alla famiglia Cerletti da un rapporto di intima amicizia.
La scuola viene articolata su due gradi di insegnamento: il primo si occupa della formazione di individui preparati praticamente alle culture viticole ed alla elaborazione e conservazione dei vini; il secondo viene indirizzato all'insegnamento ed alla direzione di aziende enologiche. L'istituto inoltre è stato spesso sede di importanti congressi, di cui degni di memoria sono quelli tenutisi nel 1881 e 1885 rispettivamente "Sulle apparecchiature e macchine enologiche" e "Sui metodi per combattere la Peronospora della vite" .

## Opere principali
- "Sulla istituzione di una scuola di enologia nel Veneto", Milano 1874
- "Relazione sulla fondazione ed ordinamento della R. Stazione di Gattinara" ibid. 1875
- "Le impressioni di un enologo in provincia di Como" ibid. 1876
- "Relazione al ministero di Agricoltura, Industria e Commercio sulla ispezione della Phylloxera nelle provincie di Como, Sondrio e Novara" Roma 1876
- "Delle costruzioni inerenti alla enotecnia" Conegliano 1879
- "Costruzioni enotecniche e vasi vinari" Roma 1885
- "Un istituto agrario "Garibaldi" a Caprera:proposta" Conegliano 1882
- "Sull'esportazione dei vini italiani in Inghilterra" Conegliano 1883
- "Sulle condizioni agrarie del distretto di Conegliano: discorso" Conegliano 1885
- "Il latte di calce applicato a combattere la peronospora della vite" Roma 1886
- "Istruzioni per conoscere e combattere la peronospora della vite" Roma 1886
- "Descriptive Account of the Wine Industry of Italy" Roma 1888
- "Piano di bonifica e di coltivazione, primi lavori e spese murarie per la tenuta di Pantano. Studio di massima" Roma 1901
- "Ordinamento delle rappresentanze agrarie" Milano 1906